# In Pisonem
In Pisonem è un'orazione di Marco Tullio Cicerone. Pronunciata in Senato nel settembre del 55 a.C., costituisce la risposta di Cicerone agli attacchi di Lucio Calpurnio Pisone Cesonino che, vistosi revocare il proconsolato della Macedonia, attacca pesantemente l'Arpinate poco prima dei giochi di Pompeo.

## Contesto
Nello stesso anno vengono rinominati consoli Crasso e Pompeo, a cui si deve la costruzione dell'omonimo teatro, mentre in Egitto Aulo Gabinio rimette Tolomeo Aulete sul trono di Alessandria (con la conseguente sconfitta di Achelao, marito della regina Berenice IV, che muore in battaglia, mentre questa viene giustiziata). Nel frattempo Giulio Cesare dirige la prima invasione romana in Britannia, accogliendo la richiesta di aiuto di Mandubracio, tuttavia a causa dell'inclemenza del tempo e delle rivolte in Gallia la spedizione ha scarso successo, ma il Senato decreta venti giorni di ringraziamenti agli dei.

### Il richiamo in patria di Cesonino

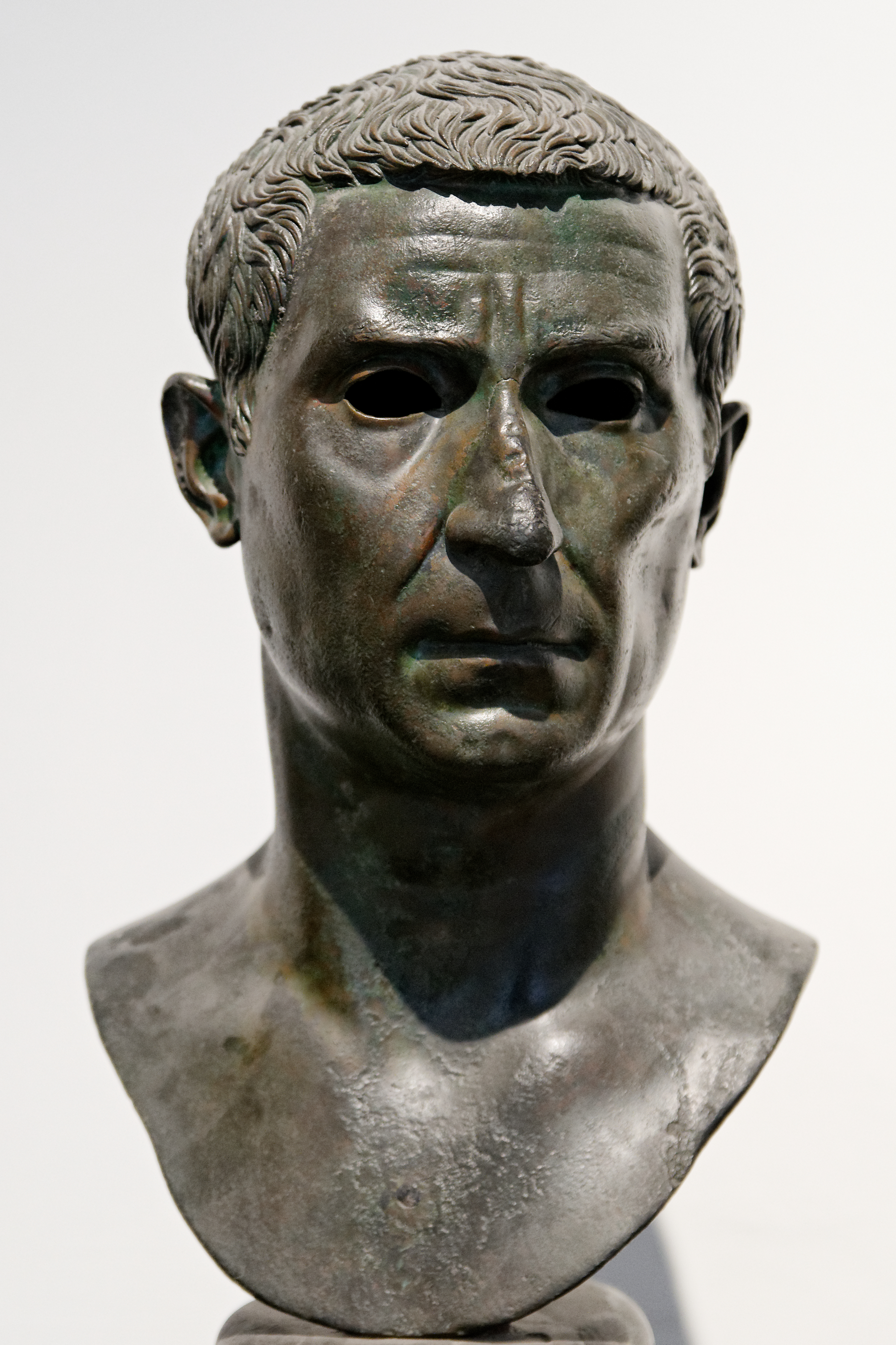
Busto di Cesonino, all'epoca dei fatti governatore della Macedonia.

Il suocero di Cesare Lucio Cesonino, nominato console due anni prima con collega Publio Cornelio Lentulo Spintere, venne richiamato a Roma da Cicerone. Probabilmente ciò si deve al fatto che egli, acceso sostenitore di Publio Clodio, fu il responsabile dell'esilio di Marco Tullio Cicerone nel 58 a.C. dovuto all'emanazione della legge retroattiva che puniva coloro che non avevano permesso di invocare la Provocatio ad populum prima di morire per i condannati a morte, evidente richiamo all'Arpinate che nel 63 a.C. aveva fatto eseguire la condanna dei Catilinari senza appello al popolo; ciò si doveva anche, in realtà, alla stretta parentela con Cesare di cui questi era suocero (che per l'appunto prima di partire per la Gallia attese che Cicerone fosse fuggito da Roma) e che eliminava così dalla scena politica uno dei suoi avversari più tenaci, che avrebbero potuto osteggiarlo durante la sua ascesa. Cicerone fu dunque processato per la sua condotta durante il processo ai Catilinari Lentulo e Cetego ma, costretto all'esilio, non si diede pace, implorando perché favorissero il suo ritorno. Clodio, però, fece approvare anche una serie di altre leggi che prevedevano che Cicerone non si potesse neppure avvicinare al confine dell'Italia, e che le sue proprietà venissero confiscate o addirittura distrutte, come per la villa sul Colle Palatino. Nel 57 a.C. la situazione a Roma migliorò, allorché Pompeo permise a Cicerone di rientrare e ricominciare la sua lotta contro il tribuno della plebe. Un anno dopo De provinciis consularibus, che mostra l'esigenza di Cicerone di volersi ricollocare nell'agone politico, tanto che nella Pro Sestio sosteneva la consensus omnium bonorum, un'alleanza di tutti i possidenti per opporsi alla sovversione tentata dai populares.

## Struttura
Come già visto, Cicerone non era estraneo a tale rientro, infatti nel suo discorso De provinciis consularibus egli aveva accusato esplicitamente Pisone di una scellerata gestione, cosa che nella In Pisonem si trova a ribadire particolarmente ed estremizzare, definendo il console ladro, fur e avido (§ 24, 38, 66). Data la confusione del tempo, accuse di questo tenore erano tutt'altro che infrequenti e venivano sovente imputate ai proconsoli e ai governatori; gli stessi capi d'accusa si ritrovano con poche varianti in altre invettive pervenuteci tanto che Pisone risulta paragonabile a Verre. Inoltre in orazioni come Pro Fonteio, Pro Flacco e Pro Scauro, appare evidente quanto il problema della corruzione, dell'avidità e del malgoverno nelle province fosse tema assai ricorrente. È ipotizzabile che la diffusione dell'orazione avesse finalità non tanto di sfogo, quanto prevalentemente di demagogia, così da influenzare la l'opinione di massa. La replica ciceroniana è imbastita sui temi tradizionali dell'invettiva: critica delle origini sociali, dell'aspetto, dell'immoralità e della rapacità. Cicerone si lascia andare a un cumulo di insulti di ogni genere che di quando in quando lascia spazio a momenti di genuina comicità, definita poi umorismo oratorio. Egli si confronta in termini autoelogiativi con Pisone e, come aggravante, pone a carico del suo avversario la fede nella dottrina epicurea interpretata, a suo dire, in modo rozzo e aberrante. Il discorso fu successivamente ampliato e modificato per la redazione scritta.